# ブーメランストリート
「ブーメランストリート」は、西城秀樹の20枚目のシングル。1977年3月15日にRCAから発売された。

## 解説
前作「ラストシーン」に続き、作詞は阿久悠、作曲は三木たかしである。
西城の代表曲の一つとなっており、ブーメランが飛んで戻ってくる効果音と「♪ブーメラン ブーメラン～」と連呼するリフレインが大きなインパクトを与えている。曲の構成が3拍子と4拍子の繰り返しになっており、演奏する側にとっては極めて難しい曲だといわれている。
オリコンでは最高位6位（100位内14週）、21.2万枚のセールスとなった。

## エピソード
- ジャケットの写真はロンドンで撮影されたものである[6]。
- 15年後（1992年）にアンサーソング「ブーメランストレート」がリリースされた。

## 収録曲
（全作詞：阿久悠／作曲：三木たかし）
1. ブーメランストリート（3:40）
編曲：萩田光雄
2. はげしい雨の中へ（5:13）
編曲：三木たかし

## この頃のできごと
- 1977年3月30日 - 日本武道館でデビュー5周年記念コンサートを開催した[6]。

## 「ブーメランストリート」のカバー
- にこにこミュージック（Ken-ichi、JOE、CHIROLYN、宮脇“JOE”知史） - 『西城秀樹ROCKトリビュート KIDS WANNA ROCK!』に収録、1997年